# Arroyo Verde (vattendrag i Bolivia)
Arroyo Verde är ett periodiskt vattendrag i Bolivia.   Det ligger i departementet Beni, i den norra delen av landet, 900 kilometer norr om huvudstaden Sucre.
I omgivningen kring Arroyo Verde växer i huvudsak städsegrön lövskog och området är mycket glesbefolkat, med 7 invånare per kvadratkilometer.